# Thelcticopis klossi
Thelcticopis klossi är en spindelart som beskrevs av Eduard Reimoser 1929. Thelcticopis klossi ingår i släktet Thelcticopis och familjen jättekrabbspindlar. Inga underarter finns listade i Catalogue of Life.